# Racomitrium sullivanii
Racomitrium sullivanii là một loài Rêu trong họ Grimmiaceae. Loài này được (Müll. Hal.) Broth. mô tả khoa học đầu tiên năm 1902.